# Midtli
Midtli est une localité du comté de Troms, en Norvège.

## Géographie
Administrativement, Midtli fait partie de la kommune de Bardu.